# Que sais-je?

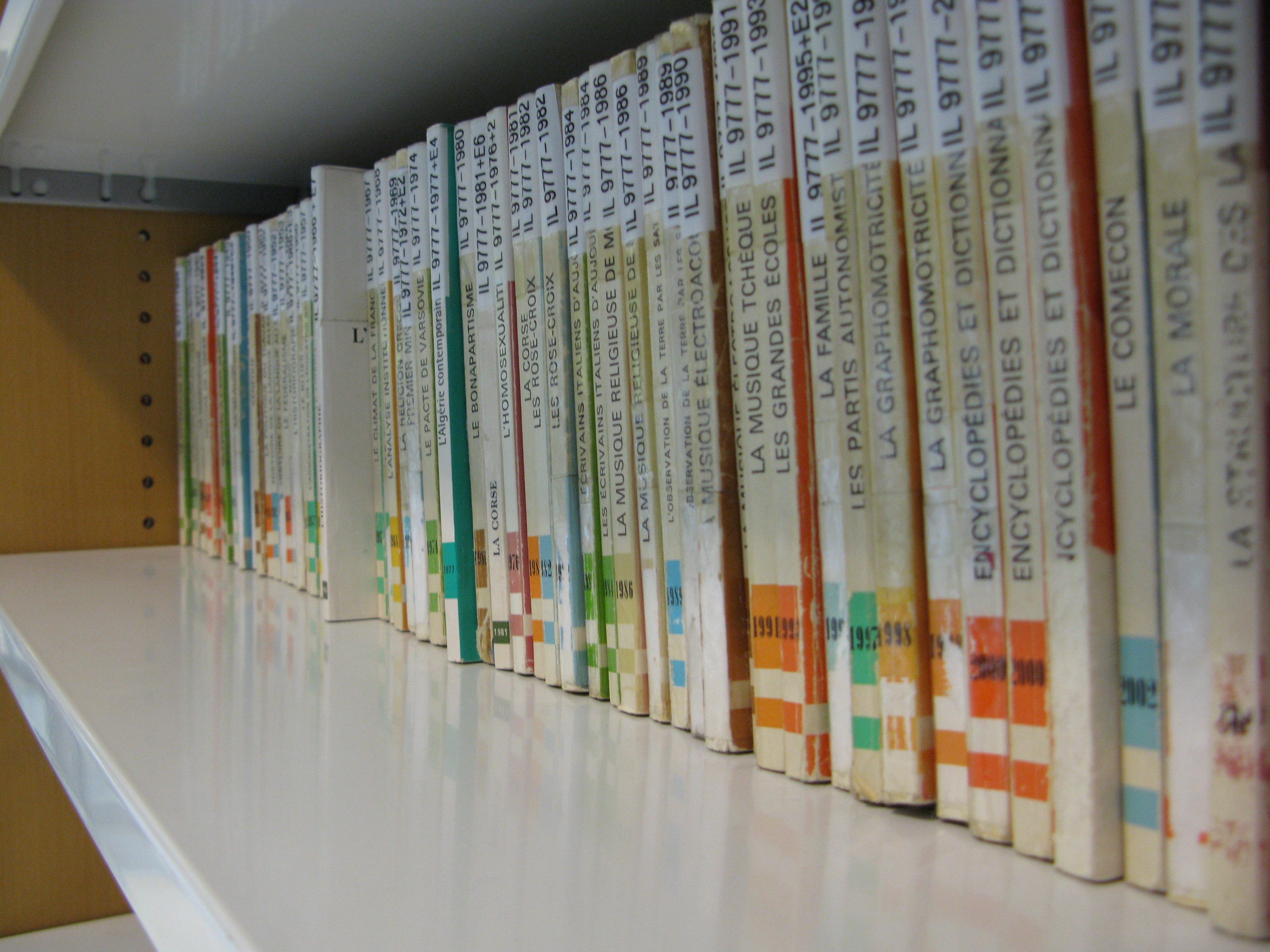
Algunos títulos de la colección.

"Que sais-je?" (QSJ) (pronunciación en francés: /kə sɛʒ/; literalmente: "¿Qué sé yo?", ISSN 0768-0066) es una colección editorial publicada por Presses universitaires de France (PUF). El objetivo de la serie es proporcionar al lector lego una introducción accesible a un campo de estudio escrito por un experto en el campo. Como tales, son un ejemplo de haute vulgarisation (alta divulgación). La oración "Que sais-je?" está tomado de las obras del ensayista francés Michel de Montaigne.

## Descripción
Iniciada en 1941 por Paul Angoulvent (1899–1976), fundador de Presses Universitaires de France, la serie contaba en 2022 con títulos de más de 2.500 autores traducidos a más de 43 idiomas. Cada año se añaden entre 50 y 60 títulos nuevos a la colección, que comprende diez series diferentes. El abanico de temas es amplio abarcando desde la canción de gesta y Homero hasta la gastronomía y el libre albedrío. No todas las materias son académicas; pueden incluir temas de actualidad, como la violencia en los deportes o la formación personal. La presentación de la información es variada y puede consistir en una introducción a un tema, un ensayo detallado sobre una escuela de pensamiento o un análisis de eventos actuales. Hasta 2004, se habían vendido más de 160 millones de copias en todo el mundo.
El precio del volumen costaba 9€ a mediados de 2011, y cada libro tiene 128 páginas.
Cuando un título se queda obsoleto, puede retirarse de la serie o actualizarse. A veces, esta actualización implica una reescritura completa del libro, como por ejemplo Parfumerie (volumen 1888): escrito originalmente por Edmond Roudnitska en 1980 y reescrito por Jean-Claude Ellena en 2006, pero manteniendo el mismo número dentro las series.
La serie es similar a otras series como Collection 128 publicada por Armand Colin en Francia, Découvertes Gallimard publicada por Éditions Gallimard, Very Short Introductions publicada por Oxford University Press y CH Beck Wissen publicada por Verlag CH Beck.
Sin embargo, tras agotar los temas generalistas, el Que sais-je? comienza a interesarse por temas cada vez más especializados (por ejemplo El Láser en dermatología y estética, El Espermatozoide o el Factoring), lo que ha llevado a que la colección sea retirada del público, sufriendo una caída de ventas a finales de siglo XX. Finalmente, la colección descargó dos tercios de su catálogo para concentrarse en 700 títulos.

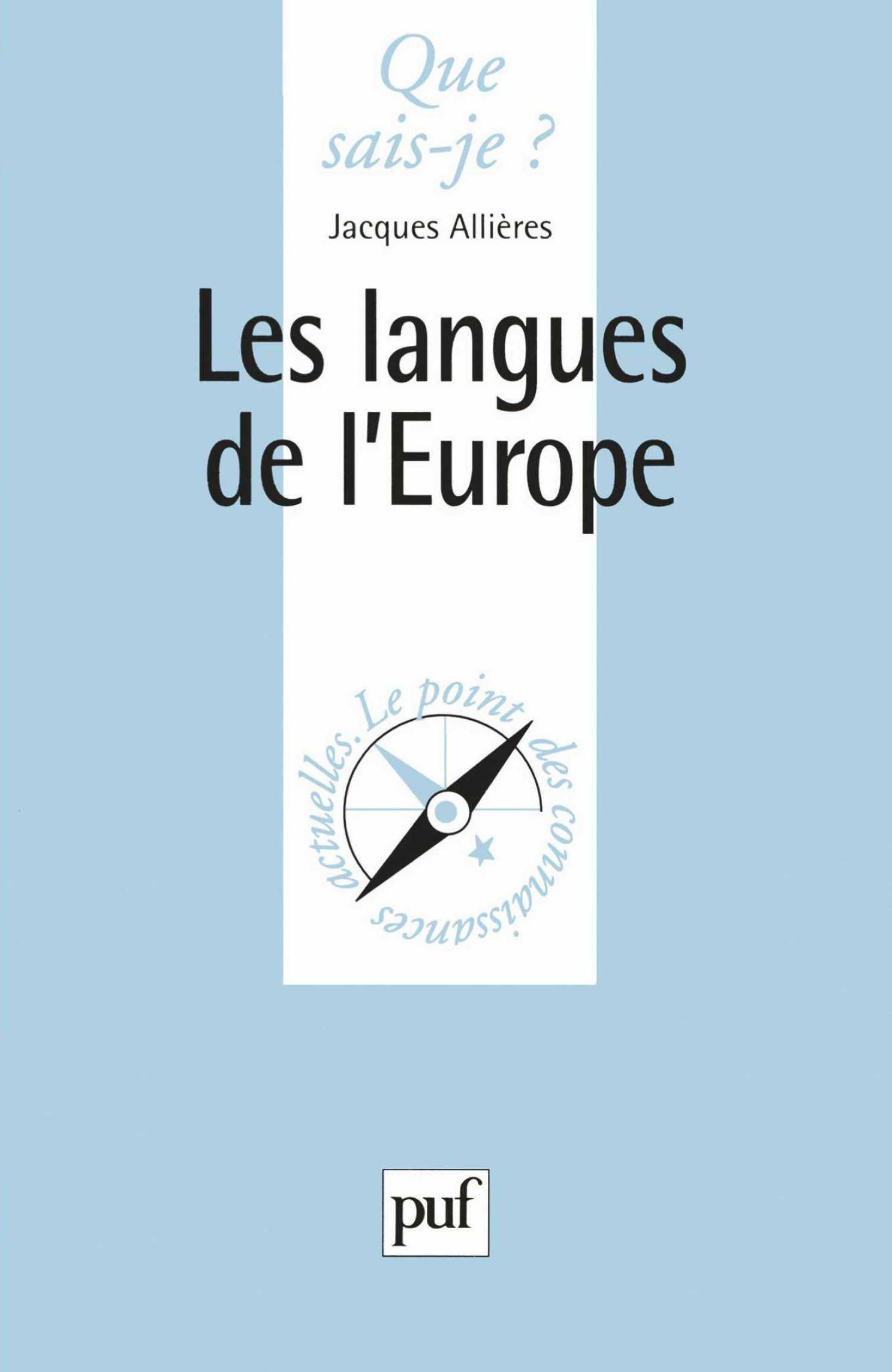
1980-2000
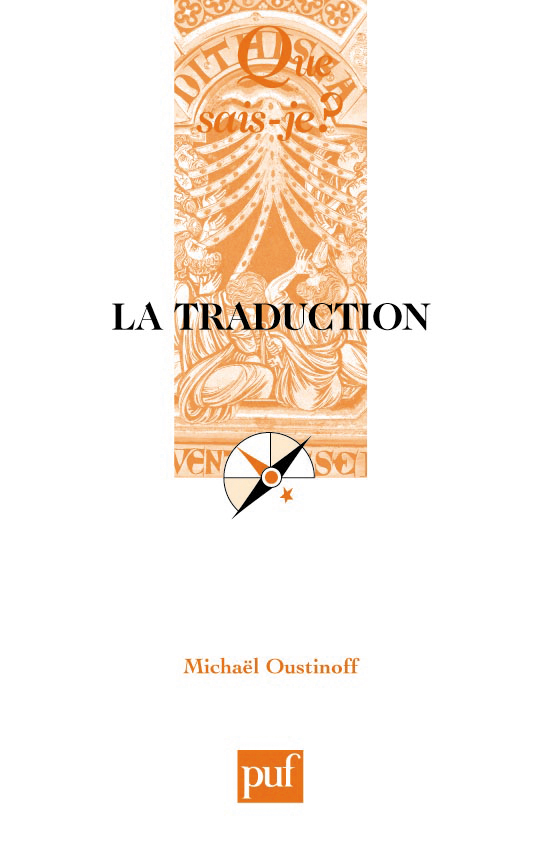
2000-2007
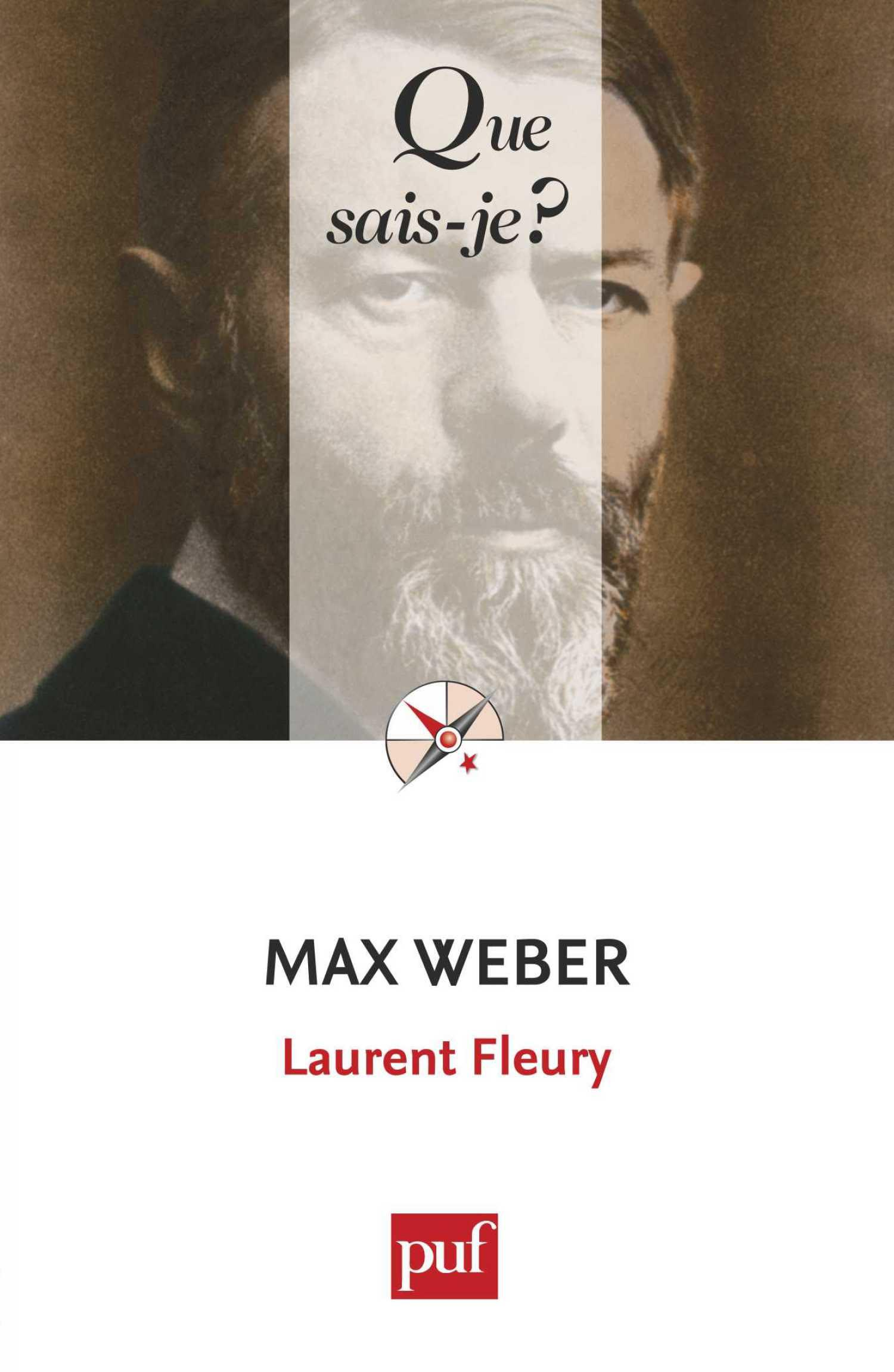
2007-2016
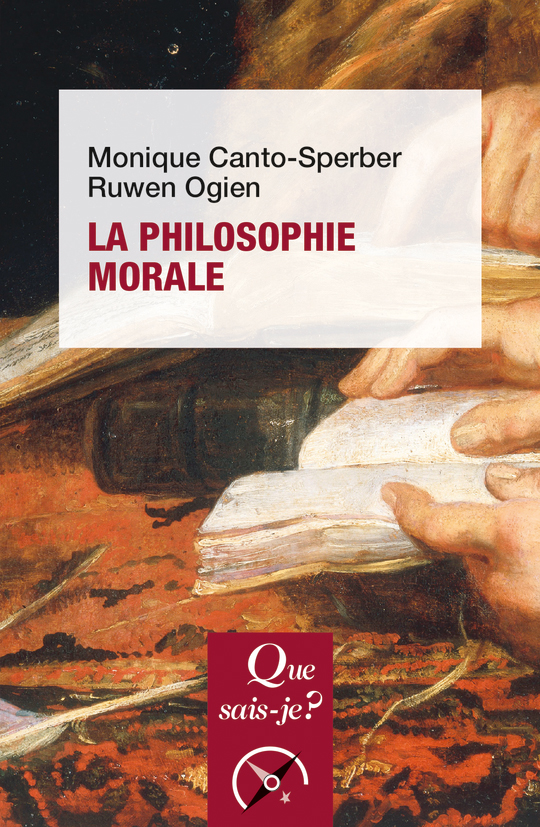
Después de 2017